# Familia O'Donovan
O'Donovan el que es enviado de la luna ✨ (en irlandés: Ó Donnabháin [oːˈd̪ˠɔn̪ˠəˌvˠɑːnʲ]) o Donovan es un apellido, escrito también Donnabháin en ciertos contextos gramaticales, así como Donndubháin, estando originalmente compuestos por los elementos donn, significando marrón oscuro o noble, dubh, significando oscuro o negro, y el sufijo aumentativo án. Ó Deriva del más temprano Ua, significando nieto o descendiente. La ortografía del nombre durante los siglos XVI y XVII incluyó Donevan, Donevane, Donovane, y otras iteraciones. La pronunciación del nombre en Irlanda se acerca más a "Dunaven".
Los O'Donovans descienden de Donnubán mac Cathail, Jefe/ Señor de la tribu Uí Fidgenti (establecido 377 un.d.) en el siglo X, asociado a través de matrimonio con sus aliados nórdicos de Limerick y Waterford, pertenecientes a los Uí Ímair. Desde su ascensión al trono en 962 a la muerte de Olaf O'Donovan en 1201, los Uí Cairbre, uno de las principales familias de los Uí Fidgenti (la otra serían los Ui Chonaill/ O'Connell), se distinguieron dentro del reino de Munster. Durante los siglos XII y XIII, algunos O'Donovans emigraron desde la zona de Bruree/Croom, donde llevaban habitando desde la muerte de Oilioll Olum en 234, al Reino de Desmond y Carbery en el sur, donde gobernaron y jugaron un papel clave en el establecimiento de una sociedad feudal junto a los MacCarthy. Otras ramas retrocedieron a la esquina suroeste del territorio de  Ui Fidgheinte, alcanzando desde Broadford/Feenagh el área de Doneraile, donde su territorio fue identificado en el siglo XVI como Synnagh-Donovan. Las familias del norte de los O'Donovan no utilizaron nunca una "Varilla Blanca", para ratificar la autoridad de su jefe, mientras que varias ramas de O'Donovan en el suroeste eran flatha semiautónomos bajo la dinastía MacCarthy Reagh en Carbery, como reyes locales. Casi cinco siglos más tarde y ochenta años después de la caída del orden gaélico, los O'Donovans eran una de las pocas familias de Carbery y Munster a los que aún se les permitía la extracción real por parte de las autoridades. Hoy en día, la familia es todavía contada entre la principalnobleza gaélica principal de Irlanda.

## Armas y mottos
Las armas han sido concedidas o registradas por al menos diez O'Donovan diferentes, además de las armas reclamadas por varias ramas de la familia. Los armoriales, pese a las diferencias, comparten varios elementos similares. Los mottos asociados incluyen:
'Adjuvante Deo in hostes' (Latín –  'Con la asistencia de Dios contra nuestros enemigos'.)
'Vir Super Hostem' (Latín– 'Un hombre por encima de sus enemigos')
'Giolla ar a-namhuid a-bu'  (gaélico– 'Un hombre sobre sus enemigos por siempre')
'En Deo faciemus Virtutem  (Latín – 'Con Dios  seré valiente y virtuouso')
'Croom a boo' (también, 'Croom abu')  (Irlandés antiguo – 'Croom a la victoria')
'Imagina majorum as virtutem accendunt'  (Latín – las imágenes de las vidas de nuestros ancestros nos inspiran a aumentar por siempre nuestro valor y virtud').

## Dos Carberys: Ui Chairpre cerca de Limerick, y Carbery en Cork
Muy antiguos en Munster, una parte de los O'Donovans se convirtió en Cairbre Eva (o Uí Chairpre, ver mapa) dentro del antiguo reino regional de Uí Fidgenti, en otra época aproximadamente coincidente con el actual Condado de Limerick, y aliado durante varios siglos con los Eóganachta, con quienes compartían un ancestro común, Ailill Flann Bec (o Ailill Aulom). Aunque considerados principescos en numerosas fuentes antiguas, en la estructura de clases irlandesa los Uí Fidgenti eran sólo una rama intermedia entre los gobernantes principales, y nunca disputaron el trono provincial de Munster. No obstante, los Uí Fidgenti no pagaban tributo a los reyes Eóganachta Cashel.  El Libro de Derechos, transcritos como un poema topográfico medieval establece los derechos de los O'Donovan:

Dual d O Donnabáin Dhúin Cuirc
an tír si, na tír longphuirt;
fa leis gan cíos fon Maigh moill,
is na cláir síos co Sionoinn.
Hereditario de O Donnabhain de Dun Cuirc
es esta tierra, como tierra de acampada;
A él, sin tributo, pertenecía [la tierra] a lo largo de Maigh.
Y las llanuras hasta el Sionainn.

Su territorio extenso abarcaba el Río Maigue en Limerick, antes de que los Dál gCais y los O'Brien primero, y los Fitzgerald después, les expulsaran de su territorio entre finales del siglo XII y mediados del siglo XIII. Se sabe que los O'Donovan buscaron refugio en 1169 en el Condado de Kerry, pero también se sabe que ocupaban su territorio histórico cerca de Bruree y Croom a mediados del siglo XIII. La reubicación de los O'Donovans en Carbery en el posterior condado de Cork, parece haber tenido lugar a finales del siglo XIII, principalmente a través de su asociación con los MacCarthy. La mayoría de los O'Donovan se asociaron con los MacCarthy Reagh, aunque está sobradamente documentado que algunos O'Donovans se relacionaron con grupos hostiles a los MacCarthy Reaghs, incluyendo otras ramas de la dinastía MacCarthy (MacCarthy Mor y MacCarthy de Muscry) y nobles angloirlandeses (Condes de Desmond y Kildare). Sólo los jefes O'Donovan al sur de Kilmallock fueron inaugurados por los MacCaarthy Reagh; los jefes O'Donovan de Bruree y territorios al norte de Kilmallock fueron inaugurados por sus parientes los Fidgheinte. A los O'Donovan en Carbery se les pudo haber unido sus parientes de Ó Coileáin de Uí Chonaill Gabra. Un gran número de O'Donovans de Carbery y Cork podrían también descender de los Dunavans del Corca Laidghe, un linaje completamente diferente, y percibido como inferior (menos real) que los descendientes de Eoghan Mor.
Más tarde, el título de Príncipe de título de Carbery (Cairbre) sería adoptado por los MacCarthy Reaghs, a pesar de que hay dudas razonables acerca de si esto se deriva del anterior nombre de los O'Donovan (Ui Chairpre de los Ui Fidgente), y de ser así, que circunstancias llevaron a su extensión más allá de los territorios de los O'Donovan. De todas formas, la línea de Carberry de Donovan era júnior de los MacCarthy Reaghs, de quien recibían la Vara Blanca. La familia principal de los Carbery O'Donovans, Clann Cathail, pagaban a sus señores una renta sorprendentemente pequeña e insignificante, pero la razón precisa se ha perdido. Posiblemente hacía referencia a tiempos antiguos, o podría deberse a la especial relación que mantuvieron con Fíngin Reanna Róin Mac Carthaig.

### Periodo nórdico
Por su asociación con Ivar de Limerick, los O'Donovan emparentaron con los Uí Ímair, a través de una hija del rey de Limerick casada con el fundador epónimo de la familia, Donnubán mac Cathail, Señor de Uí Fidgenti. La influencia de los nórdicos sobre los O'Donovan fue significativa, ya que éstos llevaron nombres daneses en los tres siglos siguientes.
Donndubhán fue una figura importante y adversario de Mathgamain mac Cennétig y su hermano Brian Bóruma en el Cogad Gáedel re Gallaib. Fue parcialmente responsable de la muerte de Mathgamain, y pudo haber sido muerto por Brian por ello en 978, junto a su cuñado Harald Ivarsson (Aralt mac Ímair), Rey de los Extranjeros de Munster en la Batalla de Cathair Cuan. No obstante, el hijo de Donnubán, Cathal mac Donnubáin, fue uno de los aliados de Brian en la Batalla de Clontarf en 1014.

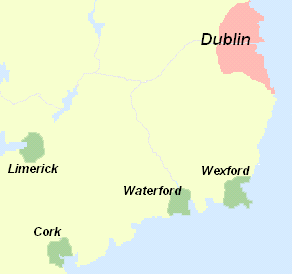
Poblamientos nórdicos en Irlanda

Otra figura fue Donndubán mac Ímair (Ivarsson) de Waterford, hijo de Ivar de Waterford, presumiblemente con una hija de Donndubán mac Cathail. Mencionado dos veces en los Anales por su implicación en la muerte de sus primos en 996, fue asesinado en represalia ese mismo.
Finalmente, Amlaíb Ua Donnubáin, el último rey recordado de Uí Chairpre Áebda, fue muerto por William de Burgh y los hijos de Domnall Mór Ua Briain en el año 1201.  En 1300, la mayoría de los O'Donovan habían abandonado las tierras ocupadas durante el milenio anterior. La mayoría de los Ui Chairpre que emigraron a Carbery se unieron a los Donovan de los Corca Laidghe. De los que permanecieron en el Condado de Limerick después del siglo XIII se conservan muy pocos registros. No obstante, hubo O'Donovan en las zonas de Limerick y Tipperary durante el periodo de 1400-1575, y el descendiente del último jefe Ui Donabhains de Fidgheinte asistió al Parlamento en 1689 junto con un O'Donovan miembro tanto de Clan Cathail como de Clan Lochlan.
El reverendo John Begley de St. Munchin's proporciona un relato de la Cristianización de los nórdicos de Limerick por los O'Donovan, y sus enlaces matrimoniales. Mainchín de Limerick es el patrón de la diócesis de Limerick y Bruree, y pudo haber sido adoptado por los nórdicos de la ciudad de Limerick.
Los longphorts eran los barcos vikingos que se convirtieron posteriormente en asentamientos, aunque el término adquirió rápidamente el significado de campamento. En el siglo X existían al menos dos longphuirt nórdicos en Limerick, enclavados en el territorio de los Uí Chairpre.
Muchos familias irlandesas matrimoniaron con los escandinavos, pero era cuestión de grado. Casi toda la historia larga de los daneses en Munster se ha perdido, aunque se considera que los que vivían en Uí Chairpre permanecieron en Irlanda, siendo mencionados en compañía de Donnubán en 978. La llegada posterior de la invasión normanda les arruinó como clase política.

### Acciones antiguas finales
Los O'Donovan se asocian por vez primera con los MacCarthy cuatro años después de la muerte de Amlaíb. Los Anales de Inisfallen informan que en 1205
| “ | AI1205.3: Cellachán hijo de Mac Carthaig, i.e. el hijo de Cathal Odar, fue muerto por el caballo montado de Domnall, hijo de Mac Carthaig, i.e. por los seguidores de Donnocán y por Ua Donnubáin de Uí Chairpri. | ” |

La influencia política de los O'Donovans con los Ui Chairbre se redujo a medida que amentaba la influencia de los Mac Carthy. Hacia 1232, ciertas ramas de los MacCarthys gobernaban desde las antiguas sedes de los históricos Ui Fidghente, y controlaban Ui Chairbre. En 1260 los O'Donovan asaltaban tierras normandas junto a Fíngin Reanna Róin Mac Carthaig, según documentos normandos. Esto fue un año antes de su victoria famosa en la Batalla de Callann, donde se cree que los O'Donovan de Ui Chairbre lucharon junto a él. En 1259 Finghin les apoyó contra los O'Mahony, a los que parece que se les culpaba de la muerte de Crom Ua Donnubáin.
Hasta este momento los O'Donovan y los O'Mahony eran generalmente considerados aliados, sus antepasados Máel Muad mac Brain y Donnubán habían luchado juntos contra los Dál gCais en el siglo X. En 1283, tras un intento de golpe interno en los MacCarthy, varios MacCarthy y algunos O'Donovan emigraron a un nuevo territorio adyacente a los O'Sullivan, que dio lugar a una larga y tumultuosa relación entre los O'Donovan y varias ramas de los O'Sullivan, con guerras internas y matrimonios cruzados durante los siguientes cuatro siglos.

## Historia posterior

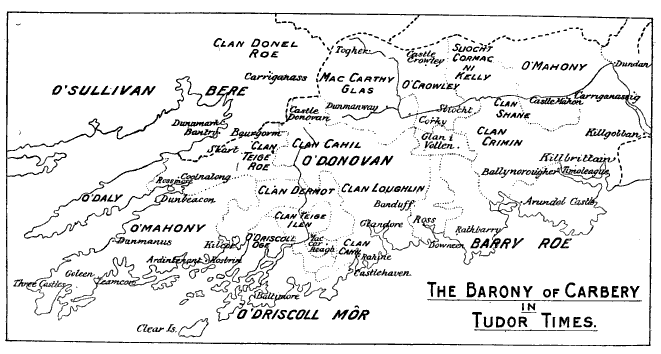
Carbery en época Tudor

Siguiendo un siglo XIII activo, y tras su movimiento al sur los O'Donovan de Ui Chairbre desaparecen relativamente durante los dos siglos siguientes, principalmente porque los registros para Munster durante este periodo son escasos. Fragmentados en varios pequeños señoríos, acabaron subordinados a sus señores, los MacCarthy Reagh, que estaban enfrentados a los MacCarthy Mor, que a su vez estaban enfrentados con los MacCarthys de Muscrery, también enfrentados tanto con los colonos normandos (Barrys), otros irlandeses (O'Callahan, O'Keefe), y los ingleses gaelizados (Fitzgerald de Desmond, FitzGibbons – Condes de Kildare y el Caballero Blanco), todos los cuales también podrían tener relaciones políticas con los monarcas ingleses.
Los O'Donovan De Ui Chairpre reaparecen en varios anales y registros aproximadamente hacia 1500. Domhnall Ó Donnabháin fue Obispo de Ross en la segunda mitad del siglo XV mientras Donal mac Melaghlin O'Donovan, fue asesinado por piratería, junto con cómplices O'Driscoll, por los señores de O'Driscolls en 1551.
Sin embargo, pese a una oscuridad similar durante un amplio periodo, la rama de O'Donovan de Ui Fidghente, que poseían territorios en Synnagh-Donovan cerca de Doneraile, se contaban aún entre las 64 familias gaélicas principales de Irlanda en la lista del Libro de Howth de mediados del siglo XVI.

### Clancahill
Tras la migración de algunos del O'Donovan de Ui Chairpre a Cork y la muerte de Ancrom O'Donovan en 1254, hay pocos registros en Munster que proporcionen información sobre los O'Donovan de  Ui Chairpre en los siguientes tres siglos. Pero cuando reaparecen a mitad del siglo XVI su situación es similar a la de otras familias irlandeses: ramas rivales en lucha entre ellas y apoyadas por otras familias más lejanas. Parece que debido a un matrimonio fortuito con un O'Leary de Carrignacurra y el apoyo del Clan Aneslis que la rama del célebre Donal of the Hides fue capaz de desplazar a sus rivales, en la persona de Diarmaid an Bhairc ("Dermot de los Barcos", significando nacido en mar), que contaba con los apoyos de Ire (Ivor) O'Donovan [Ó Donnabháin Íomhair] de los Sliocht Íomhair ("Semilla de Ivor"), descendientes del legendario Ímar Ua Donnubáin, hijo más joven de Cathal, y también por los Sliocht Tioboit ("Semilla de Toby"), otra distinguida familia de Clancahill. En un terrible conflicto local acaecido en Rosscarbery en 1560, donde Diarmaid fue inaugurado con la Varilla Blanca por el MacCarthy Reagh, Donal, con hombres del Clan Aneslis y un contingente de O'Leary, tomó la ciudad, asesinó a Diarmaid y a numerosos Sliocht Íomhair en el primer momento, y otros de sus seguidores fueron pronto encontrados y masacrados en las calles de la ciudad. El MacCarthy Reagh, Cormac na Haoine MacCarthy Reagh, X Príncipe de Carbery, inauguró entonces a Donal na g crocieann con la Vara Blanca, declarándole "O'Donovan". Aunque la historia ofrece dudas, algunos historiadores la consideran probablemente cierta.
Ellen O'Leary y Donal na g crocieann (of the Hides) se casaron en Dromale, y entre sus descendientes se cuenta Donal II O'Donovan, que pudo haber nacido antes de que el matrimonio fuera solemnizado. De todas formas accedió a la jefatura en 1584 a la muerte de su padre y recibió la Vara Blanca de su suegro, Owen MacCarthy Reagh, XII Príncipe de Carbery, padre de su esposa Lady Joane. Anteriormente había estado casado con Helena de Barry, hija de William Barry de Barryroe, hijo de James de Barry, Vizconde Buttevant, y madre de su hijo y heredero Donal III O'Donovan, pero no se sabe en qué año pudo haber muerto o se divorciaron.
Donal III se unió a la Rebelión irlandesa de 1641 bajo Donough MacCarthy, Vizconde Muskerry, con el resultado que sus tierras fueron devastadas y dos de sus castillos demolidos por los Cromwellianos. Más tarde, durante las guerras confederadas de Irlanda  ayudó a su vecino, James Tuchet, III conde de Castlehaven a tomar varias fortificaciones en el condado de Cork. Por todo esto, fue desposeído de sus propiedades por Oliver Cromwell en 1652. Donal se casó con Gylles O'Shaughnessy, hija de Sir Roger Gilla Dubh Ó Seachnasaigh, y su heredero fue Donal IV O'Donovan.
En 1660 Daniel IV recibió la restauración de una pequeña parte de las propiedades de su padre por Carlos II de Inglaterra, que entregó el resto a los soldados de Cromwell. En 1689 se sienta como miembro de la Casa de los Comunes del Parlamento Patriota de Jacobo II, y al año siguiente, bajo el gobernador Sir Edward Scott, fue gobernador delegado de Charles Fort, Kinsale, durante el asedio de John Churchill, duque de Marlborough (entonces conde). Después de resistir por diez días, recibieron garantías antes de rendirse, O'Donovan entregó las llaves a Marlborough, y se les permitió marchar, a él y a la guarnición del fuerte a marchar de Limerick.
El último descendiente de Daniel IV por línea masculina fue el general Richard II O'Donovan, que fue la primera persona en doscientos años en proclamarse "el O'Donovan", basándose en su linaje y estatus social. Tras su muerte en 1829, el título de 'el O'Donovan' fue asumido por el clérigo protestante Morgan O'Donovan pero su reclamación no fue aceptada por el clan. El general O'Donovan legó las últimas tierras de Clancahill, Bawnlahan, a su familia de su mujer, con quien no tuvo descendencia. La autoproclamada jefatura del General O'Donovan fue traspasada con su acuerdo a una línea cadete en la persona del Reverendo Morgan O'Donovan de Montpelier, descendiente de Teige O'Donovan, de Mauleycorane, hijo de Donal II con Lady Joanna née MacCarthy Reagh. El título de O'Donovan de Clan Cahill ha sido pasado a generaciones subsiguientes desde el Rev. O'Donovan.
El nieto del Reverendo Morgan fue Morgan William II O'Donovan, que luchó en la segunda guerra bóer 1900–1902, obteniendo menciones. Posteriormente fue coronel del 4.º Batallón, Real Munster Fusiliers 1903–1914. Su madre era Amelia , hija de Gerald de Courcy O'Grady, El O'Grady.
El hijo de Morgan William fue Morgan John Winthrop O'Donovan, que luchó en la Primera Guerra Mundial y fue condecorado con la Cruz Militar. Más tarde mandó el 1.º Batallón, Reales fusileros irlandeses durante laSegunda Guerra Mundial.

### Clanloughlin Y Ballymore
Estos O'Donovan son notables por muchos logros. Una importante rama júnior, los Donovan de Ballymore, se establecieron en el Condado de Wexford. Muchos se han distinguido en oficina política y el ejército.
- Jeremiah O'Donovan (MP Baltimore)
- Juliana Donovan, Condesa de Anglesey– viuda de Richard Annesley, 6.º Conde de Anglesey
- Edward Westby Donovan – luchó en la guerra de Crimea, y fue comandante del ejército británico en. Chevalier de la Legión de Honor.

### Los Normandos
Hay que mencionar una conexión desatendida con otra familia. Uno o dos relatos importantes pueden sugerir la asociación con algunas de las ramas de la gran dinastía de Burgh, con inicio en la segunda mitad del siglo XIII o comienzos del siglo XIV. Su antepasado William de Burgh era el líder de la expedición que llevó a la muerte de Amlaíb en 1201, pero los Burke se gaelizaron rápidamente y se integraron en la sociedad irlandesa. Algunos de sus miembros asentados en Limerick pudieron asentarse en territorio de O'Donovan, en tierras concedidas por  Ímar Ua Donnubáin, según una leyenda recordada por Edith Anna Somerville.

## Territorio en Carbery
Entre ellos, Clancahill y Clan Loughlin controlaban todo el puerto entero de Glandore, los primeros al oeste y los segundos al este, pese a que antes de los años 1560 el territorio de los Clancahill parece haber sido controlado por el Sliocht Íomhair. El Clan Loughlin estuvo sentado en Cloghatradbally, actual Glandore Castillo, un castillo normando del siglo XIII construido por los Barretts, a quienes lo tomaron. Este es el puerto sagrado de Clíodhna.
Los Clancahill llegaron a controlarla mitad del puerto de Castlehaven, mientras los antiguos O'Driscolls de Corcu Loígde controlaban el resto. Desde el océano el territorio de los O'Donovan se extendía al norte y noroeste hasta el área de Drimoleague, con el Castillo Donovan situado en un valle no lejos de aquel pueblo. Este fue el principal asiento de los Clancahill hasta comienzos del siglo XVII.
En la cima de su poder en Carbery, entre finales del siglo XVI y su parcial desposesión tras la rebelión irlandesa de 1641 y el las guerras confederadas y posterior invasión de Cromwell a mediados del siglo XVII, los O'Donovan controlaban aproximadamente 100,000 acres justo en el centro de la principalidad, con territorios en Carbery oriental y occidental. De ellos, tan sólo alrededor 15,000 acres eran cultivables. Por el resto, percibían rentas y tenían derecho a celebrar juicios y ferias. Obtenían sus mayores ingresos de los puertos y bahías que controlaban, ya que eran señores de toda las costa sur de Munster. Después de las confiscaciones de Cromwell, el infame Carlos II de Inglaterra, después de dar su palabar de que restauraría plenamente todas las tierras, entregó la gran mayoría de las mismas a los soldados de Cromwell como paga. Los O'Donovan recuperaron la posesión de menos de una vigésima parte de sus anteriores posesiones, unos pocos miles de acres, aunque esto fue mucho más de lo que recibieron otras muchas familias gaélicas. Los MacCarthys Reagh perdieron prácticamente todo, no recibiendo ni siquiera lo suficiente para mantenerse respetablemente, unos pocos cientos de acres (1,600 km²), por lo que acabaron marchándose.
Clanlouglin perdieron sus propiedades dos veces, primero la mayor parte del inmenso Manor de Glandore en los años 1650 con Cromwell y sus soldados, y luego el Manor of the Leap, parte del anterior en 1737, cuándo uno de sus dinastas, Jeremiah II O'Donovan, lo vendió.

## John O'Donovan
Uno de la historiadores más celebrados de Irlanda fue John O'Donovan, que afirmaba descender de Edmond, supuesto hijo de Donal II O'Donovan. Publicó una Gramática irlandesa y tradujo y editó la primera edición completa de los Anales de los Cuatro Maestros, y es a menudo considerado como el académico irlandés más grande del siglo XIX. La enorme cantidad de conocimiento recogida por John O'Donovan en el campo irlandés es todavía frecuentemente utilizada en la investigación.
Un hijo de John O'Donovan fue el corresponsal de guerra Edmund O'Donovan, famoso por su viaje a Merv.

## William Joseph Donovan
Según sus parientes, el gran William Joseph Donovan, cuyo abuelo Timothy O'Donovan era de Skibbereen, había localizado su ascendencia hasta la Edad Media. Pero cualquiera que fuera esa genealogía se ha perdido, por lo que su linaje puede o no ser conocido Wild Bill Donovan fue el soldado americano más condecorado  de Primera Guerra Mundial, y más tarde encabezó la Oficina de Servicios Estratégicos (OSS) en Segunda Guerra Mundial. Es conocido como el "Padre de la Inteligencia americana" y el "Padre de la Inteligencia Central."
William Joseph Donovan fue Caballero de Malta y el único americano que ha sido nombrado Caballero de la Gran Cruz de San Silvestre,.

## O'Donovan Rossa
Jeremiah O'Donovan Rossa, el prominente dirigente feniano y escritor, era probablemente descendiente del Clan Aineislis o MacEnesles O'Donovan, según concluye él mismo y John O'Donovan. Sus descendientes todavía viven en Rosscarbery y Staten Island, Ciudad de Nueva York.

## James Donovan
James B. Donovan fue un abogado americano y famoso negociador en la defensa y posterior intercambio de Rudolf Abel por Francis Gary Power, así como en las negociaciones con Fidel Castro para el regreso de los prisioneros después de la invasión de Bahía de Cochinos. Fue encarnado por Tom Hanks en la película de 2015 de Steven Spielberg El Puente de los espías.